# Jon Kortajarena
Jon Kortajarena Redruello est un mannequin et acteur espagnol, né le 19 mai 1985 à Bilbao, en Espagne. Selon le site web models.com, il fait partie des mannequins hommes les mieux payés au monde. Il est principalement connu pour être le visage des collections de Tom Ford.

## Mannequinat
En 2009, le magazine Forbes le classe dans sa liste des dix mannequins hommes qui gagnent le plus d'argent. 
En 2011, Jon Kortajarena devient l'égérie des parfums Kokorico de Jean-Paul Gaultier,  et de 212 VIP Men de la créatrice américano-vénézuélienne Carolina Herrera[source secondaire souhaitée]. 
Il défile pour les maisons Chanel, Dolce & Gabbana. 
En 2012, il apparaît dans le clip Girl Gone Wild de Madonna[source secondaire souhaitée]. 
En 2014, il devient l'égérie du parfum L'Homme Idéal de Guerlain[source secondaire souhaitée]. 
En 2015, il apparaît dans le clip Bitch I'm Madonna de Madonna au côté de Kanye West et Nicki Minaj[source secondaire souhaitée]. 
En 2016, il apparaît dans le clip M.I.L.F. $ de la chanteuse Fergie avec Kim Kardashian entre autres[source secondaire souhaitée]. 
Au cours de sa carrière, il pose pour diverses marques de mode. Il fait également la couverture[source secondaire souhaitée] de magazines.

## Cinéma et télévision
En 2009, il se fait remarquer en donnant la réplique à Colin Firth dans le film A Single Man réalisé par Tom Ford . 
En 2017, il interprète Felix dans la saison 2 de la série télévisée américaine Quantico.
La même année, il obtient le rôle principal de la série télévisée espagnole La Verdad. En 2018, la série est diffusée sur la chaîne Telecinco.

## Vie privée
Jon Kortajarena a été en couple avec l'acteur espagnol Alfonso Bassave. En 2014, il a fréquenté l'acteur britannique Luke Evans.

## Filmographie

### Cinéma
- 2009 : A Single Man : Carlos
- 2016 : Acantilado : Julián
- 2017 : Skins : Guille
- 2018 : The Aspern Papers : Jeffrey Aspern
- 2023 : Agent Stone (Heart of Stone) de Tom Harper

### Séries télévisées
- 2017 : Quantico : Felix Cordova (récurrent saison 2)
- 2018 : La Verdad : Marco [6]
- 2019-2020 : Alta Mar : Nicolás Vázquez (22 épisodes)
- 2020 : Tales from the Loop : Alex (épisode 6)

### Clips
- 2012 : Girl Gone Wild de Madonna
- 2015 :  Bitch I'm Madonna de Madonna
- 2016 : M.I.L.F. $ de Fergie
- 2016 : Wolves de Kanye West